# Administratorzy Atyrau
Administratorzy Atyrau – administratorzy i wikariusz generalny administratury apostolskiej Atyrau.

## Administratorzy

### Administratorzy apostolscy
| Lata urzędowania        | Biskup/Ksiądz | Biskup/Ksiądz   | Uwagi                                                                            |
| ----------------------- | ------------- | --------------- | -------------------------------------------------------------------------------- |
| 07.07.1999 – 07.12.2012 |               | Janusz Kaleta   | następnie biskup diecezjalny Karagandy, od 2016 przeniesiony do stanu świeckiego |
| 07.12.2012 – 16.05.2016 |               | Adelio Dell’Oro | następnie biskup diecezjalny Karagandy                                           |
| 16.05.2016 – 08.12.2020 |               | Dariusz Buras   |                                                                                  |
| 08.12.2020 –            |               | Peter Sakmár    |                                                                                  |

### Wikariusz generalny
| Lata urzędowania        | Ksiądz | Ksiądz            | Uwagi                                        |
| ----------------------- | ------ | ----------------- | -------------------------------------------- |
| 01.09.2002 – 02.05.2006 |        | Dariusz Buras     | późniejszy Administrator Apostolski Atyrau   |
| 03.05.2006 – 07.12.2012 |        | Cezary Komosiński |                                              |
| 21.04.2013 – 10.07.2014 |        | Cezary Komosiński |                                              |
| 06.01.2015 – 08.12.2020 |        | Łukasz Niemiec    |                                              |
| 06.01.2021 – 16.11.2021 |        | Dariusz Buras     | wcześniejszy Administrator Apostolski Atyrau |
| 16.11.2021 –            |        | Łukasz Niemiec    |                                              |